# Réna (hradiště)
Hradiště Réna se nachází na stejnojmenném návrší jihovýchodně od Ivančic. Jedná se o lokalitu osídlenou již v pozdní době kamenné a mladší době bronzové. Usídlili se zde i Slované v období Velkomoravské říše, kdy zde bylo výšinné hradiště s tvrzištěm. Pravděpodobně zde bylo i tržiště, hradiště mělo i strážní funkci. Slovanské jméno hradiště se předpokládá „Na Ivani“ (odtud patrně vzniklo jméno města Ivančice).
Hradiště se rozprostíralo na ploše kolem 50 hektarů, což ho řadí k největším hradištím na českém území. Bylo zde palisádové opevnění a mohutný obranný komplex, jehož součástí byly dva obloukovitě souběžné valy. Zbytky těchto valů a příkopu jsou v jihovýchodní části Rény dodnes viditelné.
Hradiště bylo zničeno v polovině 12. století Vladislavem II. na výpravě proti moravským Přemyslovcům. Obyvatelé hradiště se krátce po útoku začali usazovat pod severozápadním úpatím kopce Réna, kde později vzniklo město Ivančice.
Archeologicky není lokalita příliš prozkoumána, ojedinělé výzkumy prováděli např. oslavanský učitel Václav Čapek (1862–1926), F. Matějka z Alexovic (1892–1973) nebo Miloš Čižmář z Ústavu archeologické památkové péče v Brně.